# پینین‌فارینا بی۰

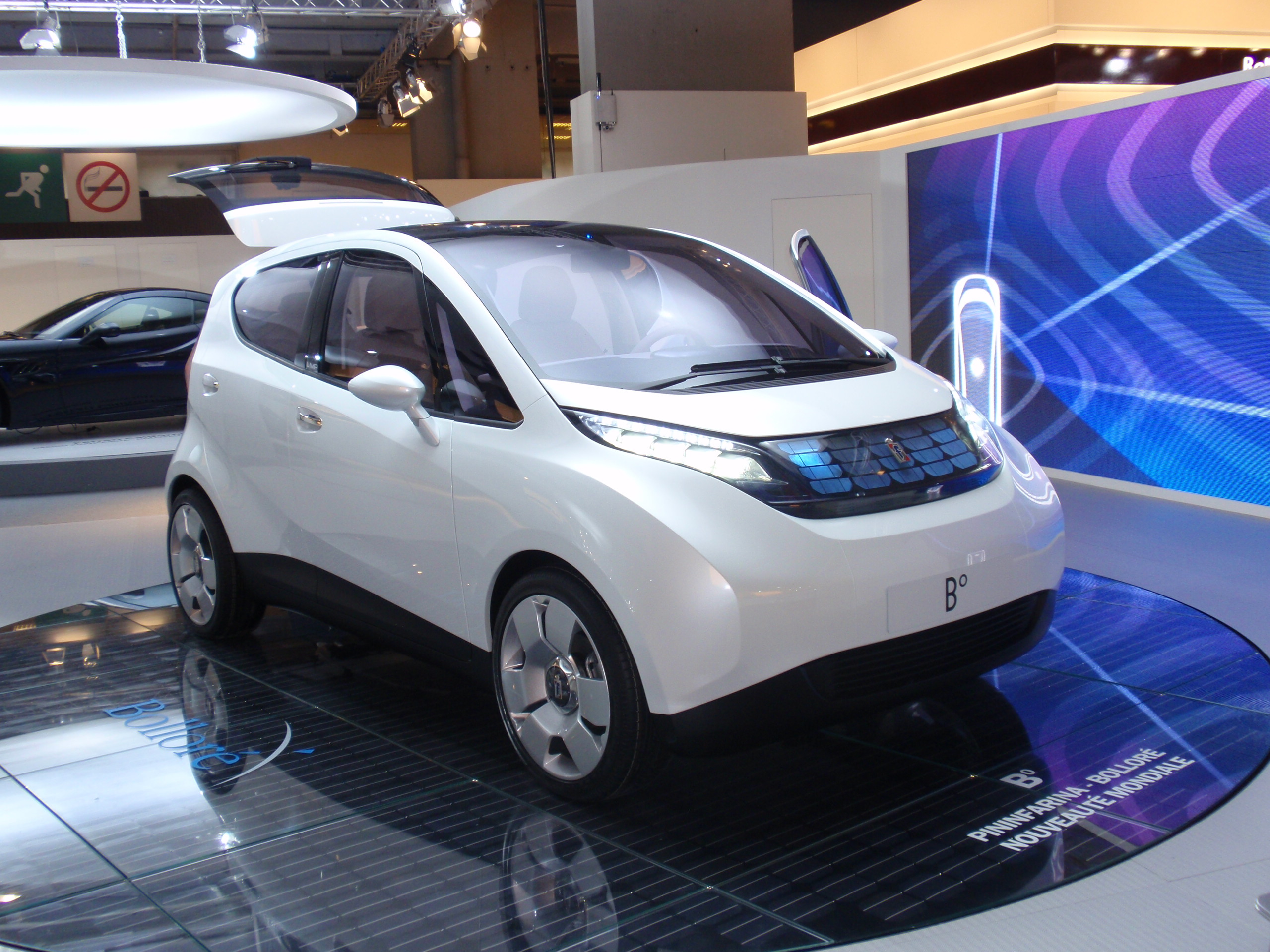

پینین‌فارینا بی۰ (Pininfarina B0) خودرویی است که از سال ۲۰۰۹ تا کنون تولید شده‌است. 
این خودرو در کلاس سوپرمینی قرار گرفته و وزن آن در حالت طبیعی ۳۰۰ کیلوگرم (۶۶۱٫۴ پوند) است. سیستم جعبه‌دندهٔ آن به صورت خودکار است.